# Куцина (село)
Куцина (болг. Куцина) — село в Болгарии. Находится в Великотырновской области, входит в общину Полски-Трымбеш. Население составляет 637 человек (на 15 декабря 2010 года).

## Политическая ситуация
В местном кметстве Куцина, в состав которого входит Куцина, должность кмета (старосты) исполняет Тихомир Величков Маринов (независимый) по результатам выборов правления кметства.
Кмет (мэр) общины Полски-Трымбеш — Георги Александров Чакыров (независимый) по результатам выборов в правление общины.